# Bộ đồng xử lý chuyển động Apple
Bộ đồng xử lý chuyển động Apple dòng M là bộ đồng xử lý chuyển động sử dụng bởi Apple Inc trong các thiết bị di động của họ. Được phát hành lần đầu tiên vào năm 2013, chức năng của chúng là thu thập dữ liệu cảm biến từ gia tốc kế, con quay hồi chuyển và la bàn tích hợp và giảm tải việc thu thập và xử lý dữ liệu cảm biến từ CPU.
Tính đến  tháng 9 năm 2019, các bộ đồng xử lý dòng M cho đến nay được phát hành là M7 (tên mã Oscar), M8, M9, M10, M11, M12 và M13. M7 được giới thiệu vào tháng 9 năm 2013 với iPhone 5S  và phiên bản cập nhật M8 được giới thiệu vào tháng 9 năm 2014 với iPhone 6 và cũng xử lý dữ liệu từ áp kế có trong iPhone 6 và iPad Air 2. Tháng 9 năm 2015 là bộ đồng xử lý chuyển động M9 được nhúng trong chip A9 có trong iPhone 6S, iPhone 6S Plus, iPhone SE  và trong chip A9X được tìm thấy trong iPad Pro. iPhone 7, iPad Pro 10,5 inch và 12,9 inch có bộ đồng xử lý chuyển động M10. Còn trong iPhone 8, 8 Plus và iPhone X có M11.. Sự bổ sung gần đây nhất cho vi xử lý dòng M là M13, lần đầu tiên xuất hiện được nhúng vào con chip A13 Bionic có trong iPhone 11, 11 Pro và 11 Pro Max.
Chipworks nhận thấy rằng M7 rất có thể là một vi điều khiển dựa trên NXP LPC1800 có tên LPC18A1. Nó sử dụng nhân ARM Cortex-M3 với sơ đồ đặt tên và đóng gói tùy chỉnh cho biết rằng nó dành cho một phần tùy chỉnh của Apple. iFixit đã xác định M8 trong iPhone 6 là một thiết bị NXP có tên rất giống là LPC18B1.

## Sử dụng
Bộ đồng xử lý Apple M7, M8, M9, M10, M11, M12 và M13 thu thập, xử lý và lưu trữ dữ liệu cảm biến ngay cả khi thiết bị đang tắt và các ứng dụng có thể truy xuất dữ liệu khi thiết bị được bật lại. Điều này giúp giảm năng lượng của thiết bị và tiết kiệm pin. Ngoài việc phục vụ gia tốc kế, con quay hồi chuyển, la bàn, trong M8 và các bộ đồng xử lý sau có thêm áp kế, bộ đồng xử lý M9 có thể nhận ra lệnh thoại Siri từ micrô của thiết bị.
Bộ đồng xử lý chuyển động dòng M có thể truy cập được vào các ứng dụng thông qua API Core Motion được giới thiệu trong iOS 7, do đó, chúng cho phép các ứng dụng thể dục theo dõi hoạt động vật lý và truy cập dữ liệu từ bộ xử lý M mà không cần liên tục xử lý bộ xử lý ứng dụng chính. Chúng cho phép các ứng dụng nhận thức được loại chuyển động mà người dùng đang gặp phải, chẳng hạn như lái xe, đi bộ, chạy hoặc ngủ. Một ứng dụng khác có khả năng theo dõi và lập bản đồ trong nhà. Trong iOS 10, bộ đồng xử lý chuyển động được sử dụng để thực hiện nâng cao nhằm đánh thức chức năng giảm mức sử dụng năng lượng nhàn rỗi.

## Các sản phẩm
| Đồng xử lý                         | iPhone                             | iPad                                                                                        | Khác                                  |
| ---------------------------------- | ---------------------------------- | ------------------------------------------------------------------------------------------- | ------------------------------------- |
| Apple A7, LPC18A1                  | iPhone 5S                          | iPad Air iPad mini 2 iPad mini 3                                                            | (không)                               |
| Apple A8 Apple A8X                 | iPhone 6 iPhone 6 Plus             | iPad Air 2 iPad Mini 4                                                                      | iPod Touch (thế hệ thứ 6)             |
| Apple A9 Apple A9X                 | iPhone 6S iPhone 6S Plus iPhone SE | iPad Pro 9.7" iPad Pro 12.9" iPad (thế hệ thứ 5)                                            | (không)                               |
| Apple A10 Fusion Apple A10X Fusion | iPhone 7 iPhone 7 Plus             | iPad Pro 10.5" iPad Pro 12.9" (thế hệ thứ 2) iPad (thế hệ thứ 6) iPad (thế hệ thứ 7)        | Apple TV 4K iPod Touch (thế hệ thứ 7) |
| Apple A11 Bionic                   | iPhone 8 iPhone 8 Plus iPhone X    | (không)                                                                                     | (không)                               |
| Apple A12 Bionic Apple A12X Bionic | iPhone XS iPhone XS Max iPhone XR  | iPad Pro 11" iPad Pro 12.9" (thế hệ thứ 3) iPad Air (thế hệ thứ 3) iPad mini (thế hệ thứ 5) | (không)                               |

## Bộ sưu tập

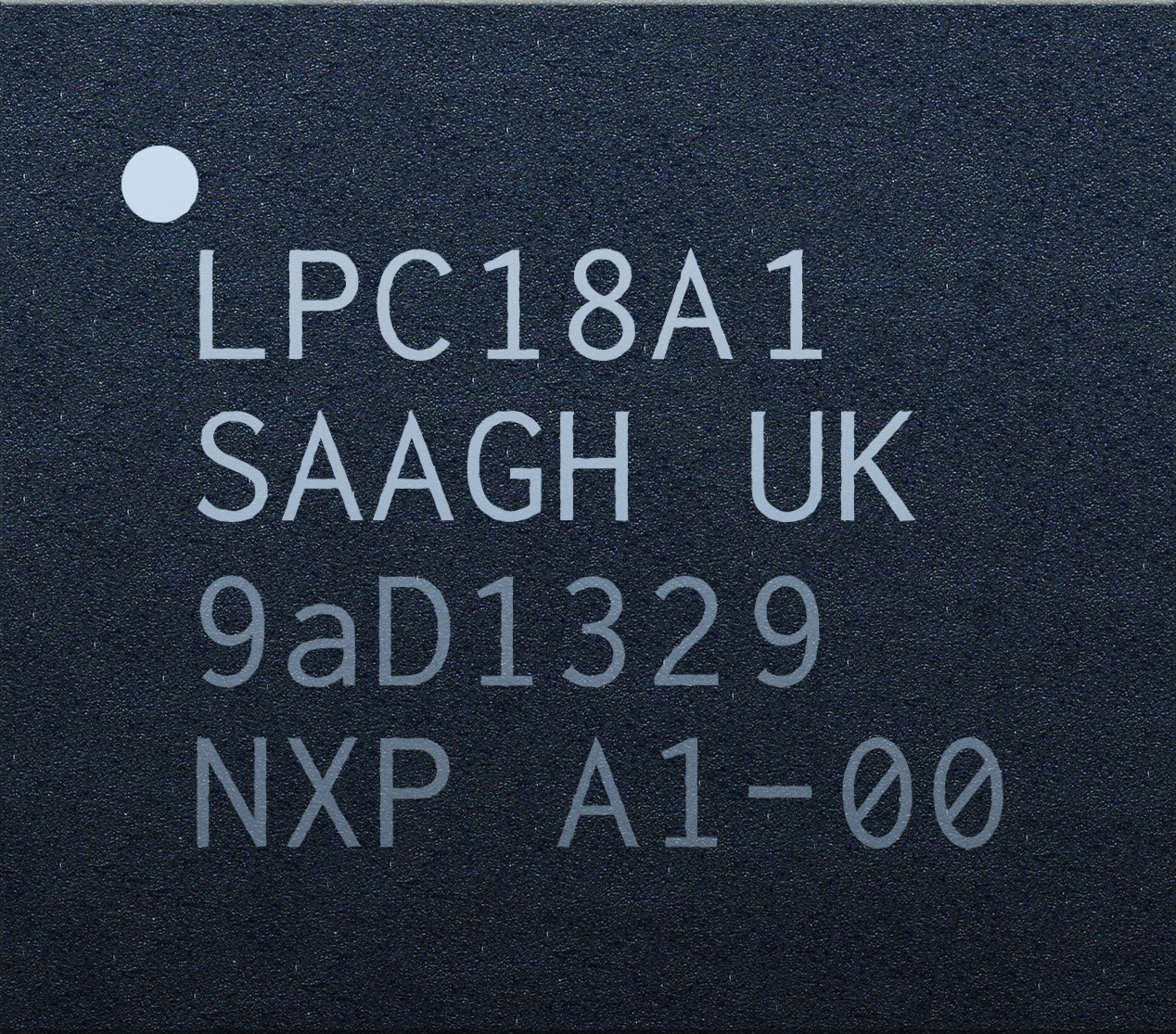
LPC18A1, còn được gọi là Apple M7. Sản xuất tuần 29 năm 2013.
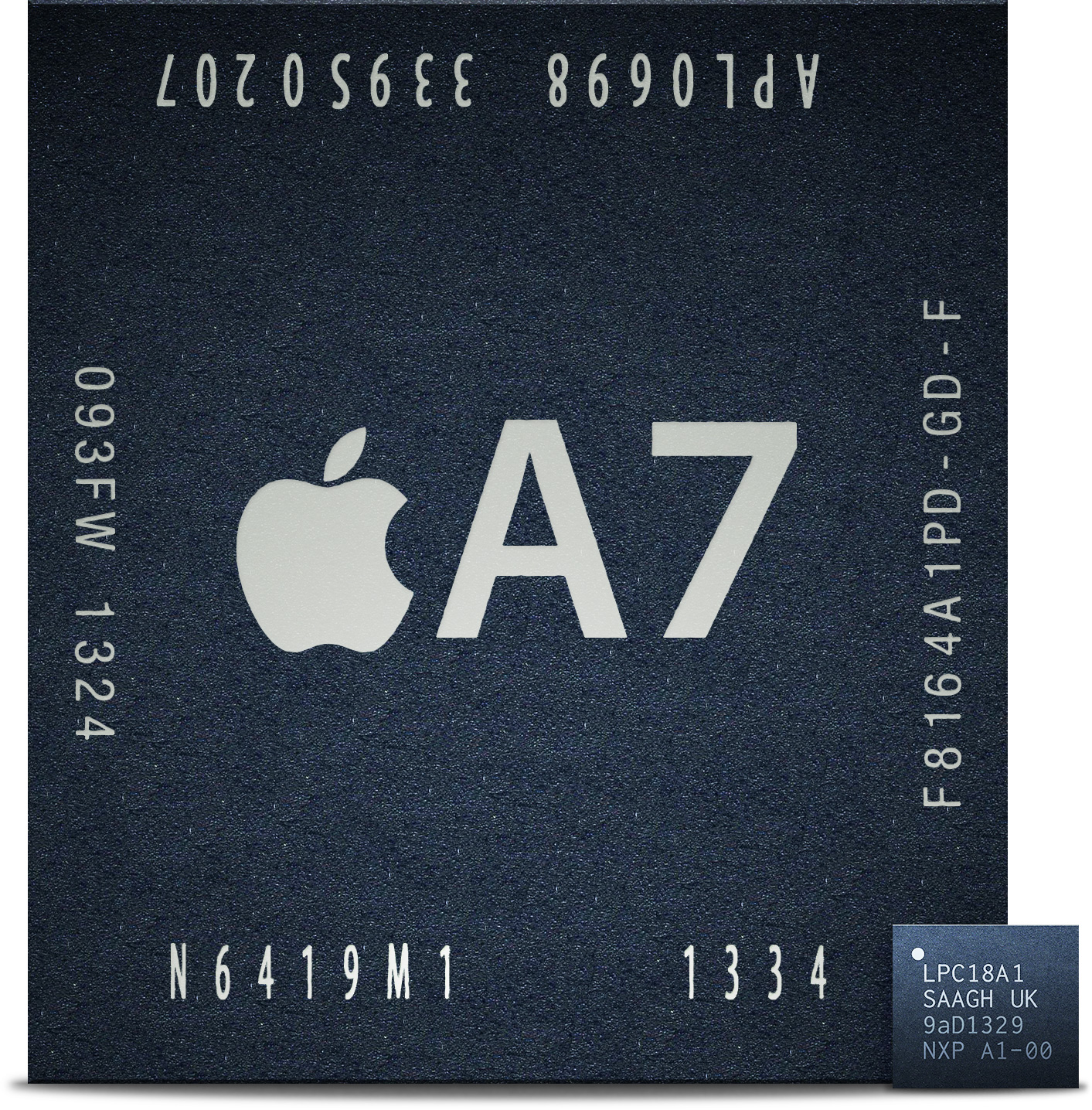
Sự khác biệt về kích thước giữa A7 và LPC18A1 nhỏ hơn.
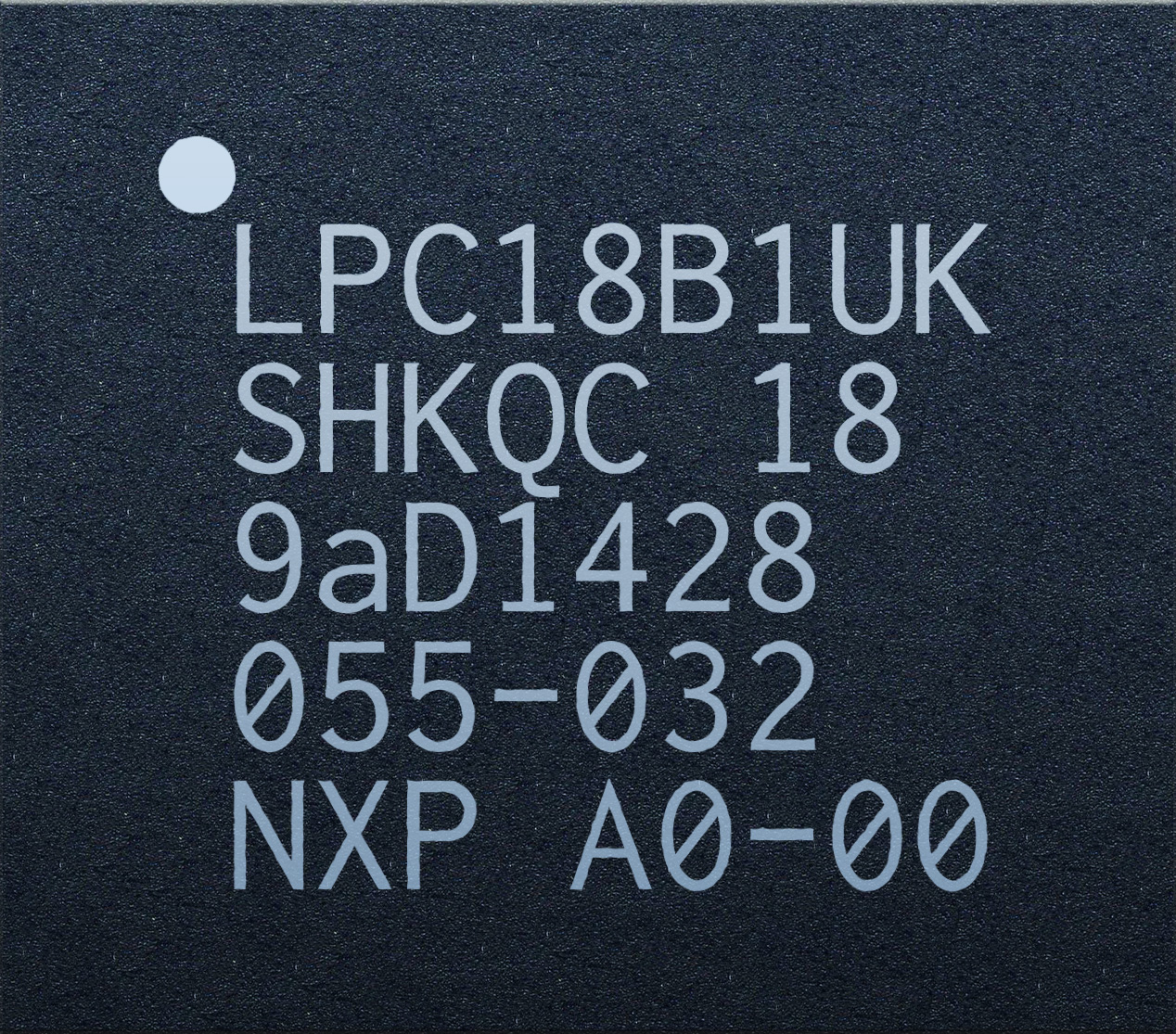
LPC18B1, còn được gọi là Apple M8. Sản xuất tuần 28 năm 2014.
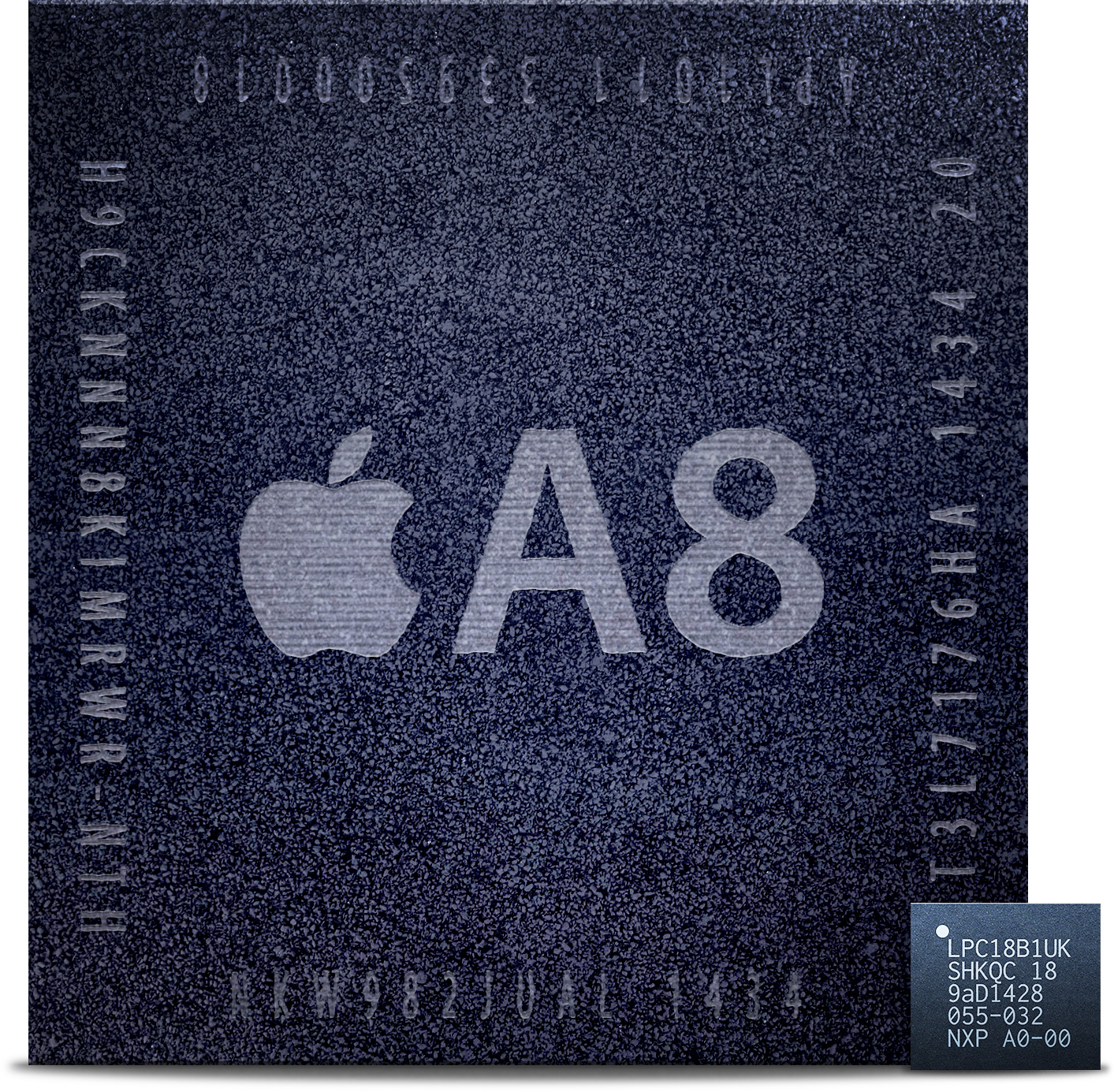
Sự khác biệt về kích thước giữa A8 và LPC18B1 nhỏ hơn.
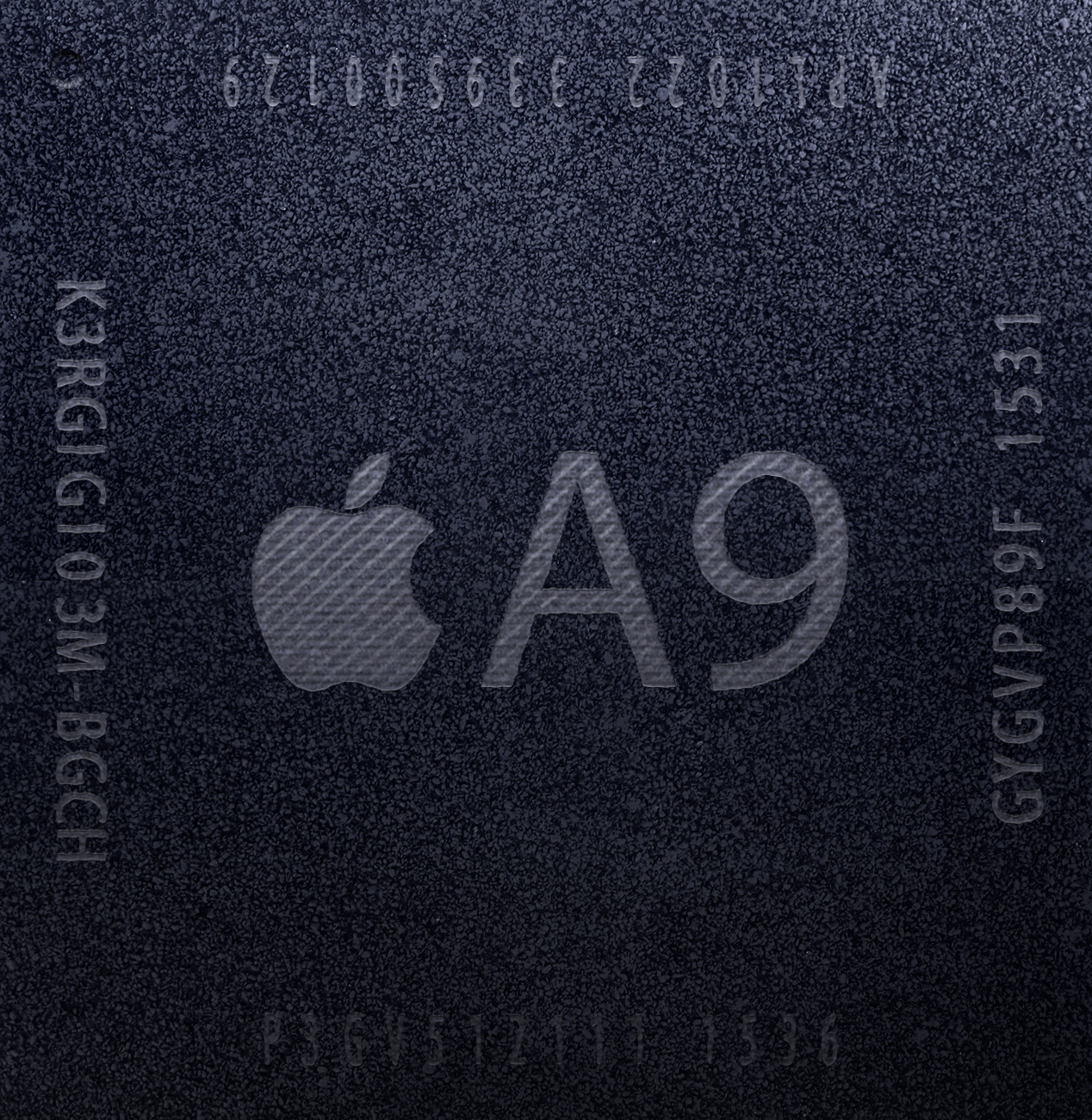
Apple A9 có bộ đồng xử lý M9 được hàn chết
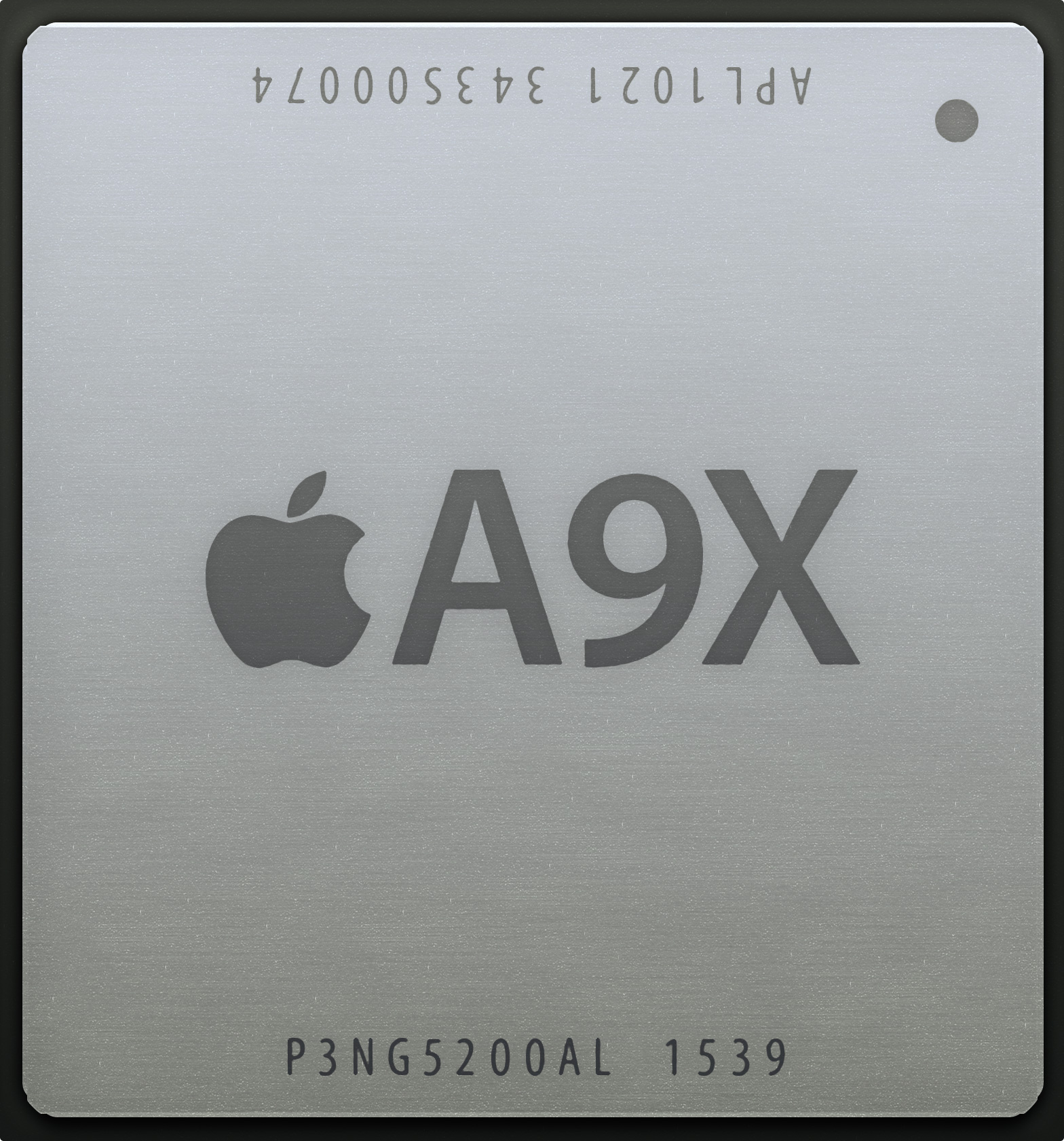
Apple A9X có bộ đồng xử lý M9 được hàn chết
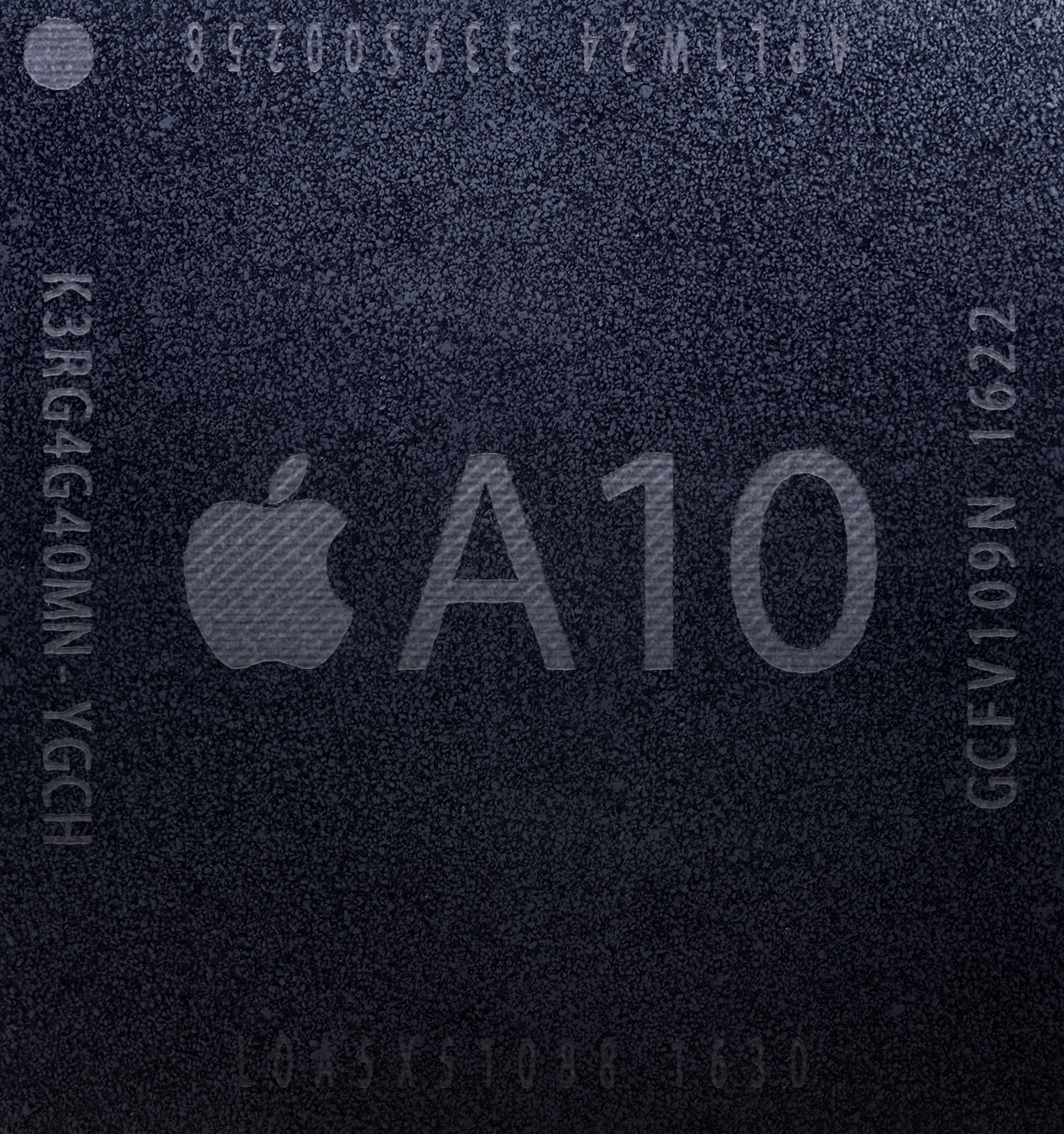
Apple A10 Fusion với bộ đồng xử lý M10 được hàn chết
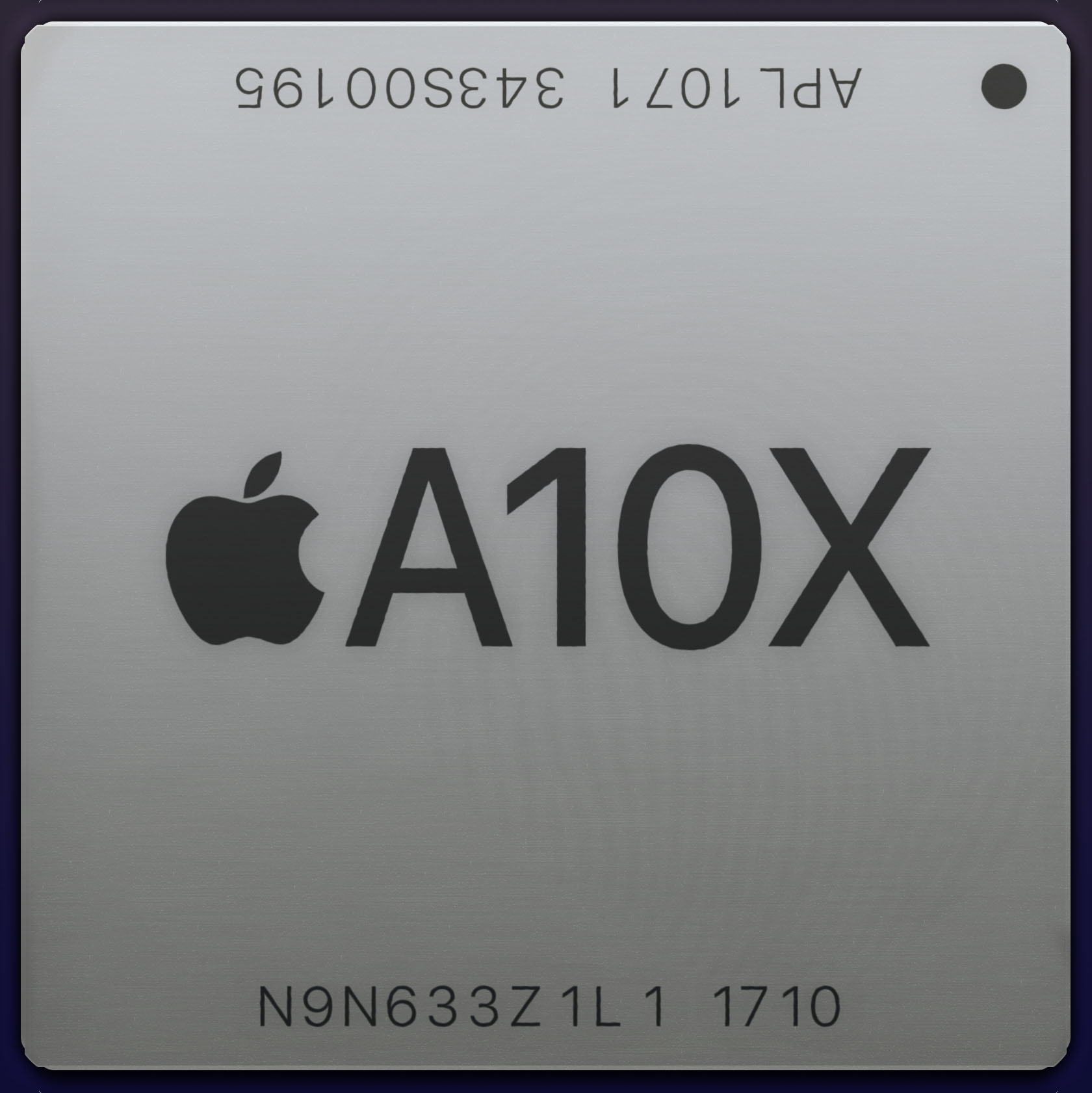
Apple A10X với bộ đồng xử lý chuyển động M10 được hàn chết
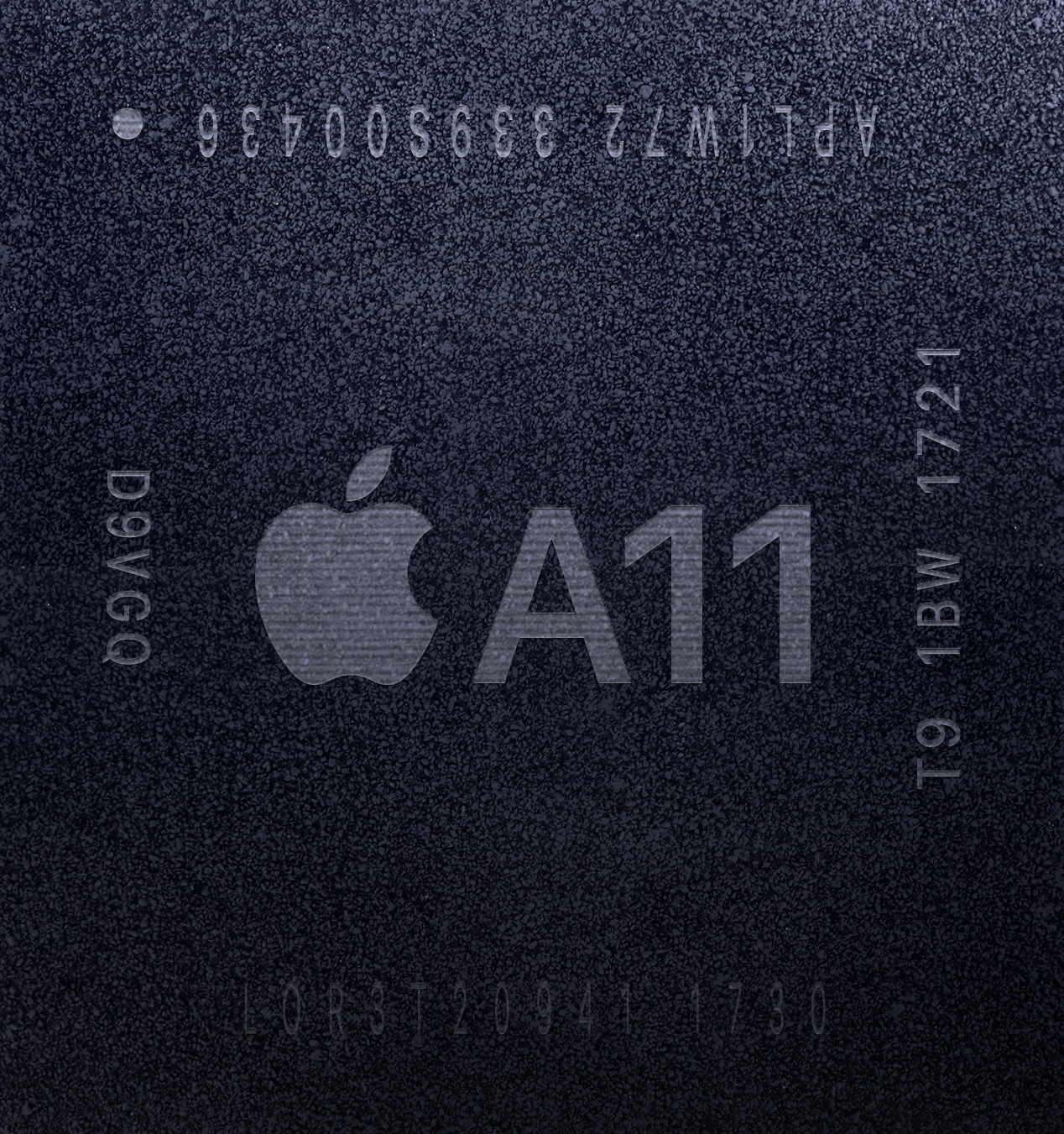
Apple A11 Bionic với bộ đồng xử lý chuyển động M11 được hàn chết
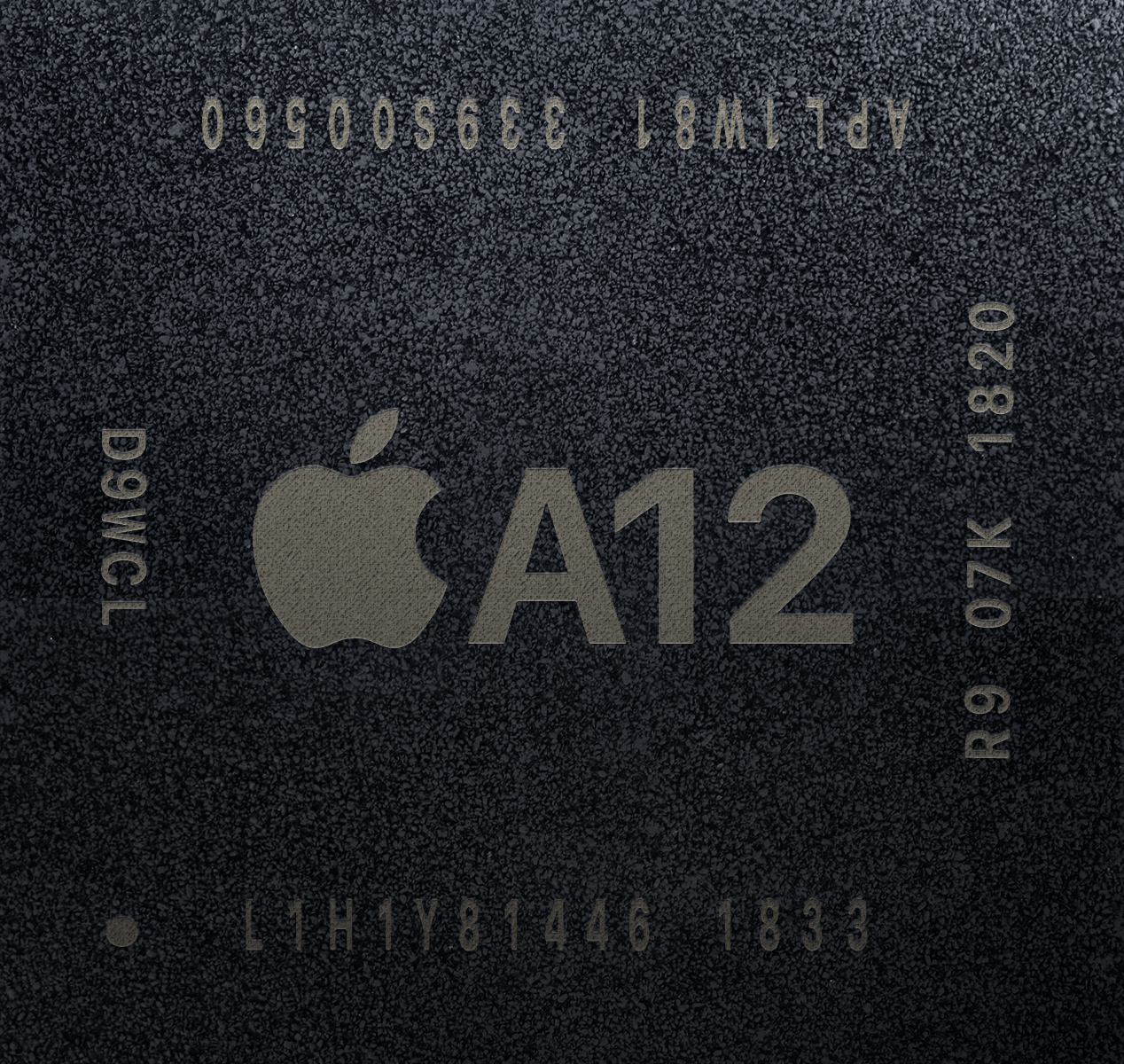
Apple A12 Bionic với bộ đồng xử lý chuyển động M12 được hàn chết
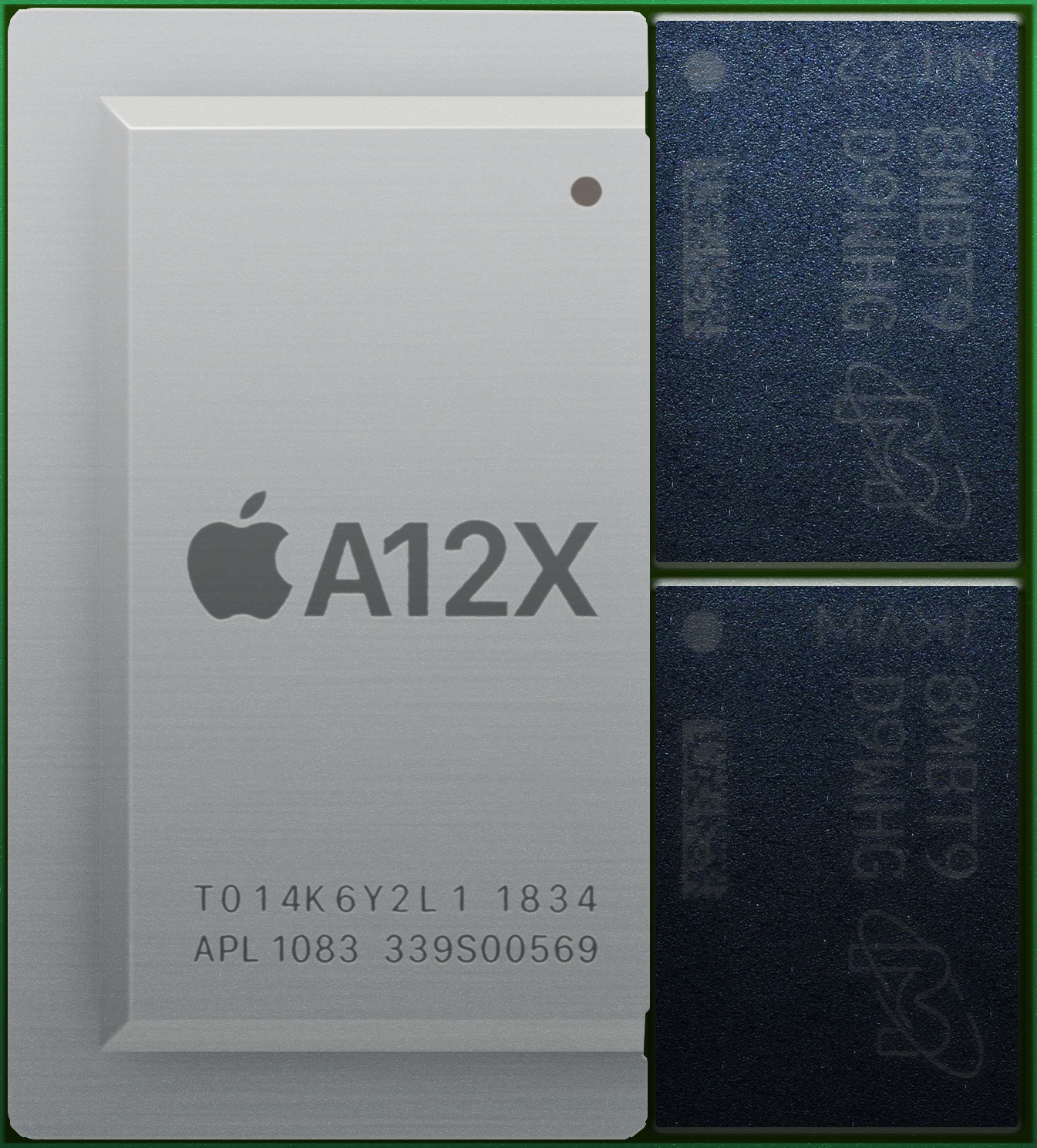
Apple A12X Bionic với bộ đồng xử lý chuyển động M12 được hàn chết